# Ambassadeur de bonne volonté de l'UNESCO
Les ambassadeurs de bonne volonté de l'UNESCO sont des personnalités de l'UNESCO qui utilisent leur talent ou leur renommée pour diffuser les idéaux de l'UNESCO, notamment pour attirer l'attention des médias. Il existe d'autres catégories spécialisées d'avocats de l'UNESCO tels que les Artistes pour la paix de l'UNESCO, les champions du sport de l'UNESCO et les envoyés spéciaux de l'UNESCO.

## Liste actuelle
Ce qui suit est une liste des Ambassadeurs de bonne volonté de l'UNESCO avec les projets et les activités qu'ils soutiennent :
| Nom                                                  | Pays       | Ambassadeur depuis | Les projets et les activités qu'ils soutiennent | Lien  |
| ---------------------------------------------------- | ---------- | ------------------ | --- | ----- |
| Vinícius Júnior                                      | Brésil     | 2024               | Transmettre une éducation pour les enfants démunis | [ 3 ] |
| Xueli Abbing                                         | Pays-Bas   | 2022               | Lutte contre les discriminations et le racisme |       |
| Valdas Adamkus                                       | LTU        | 2003               | La construction de sociétés du savoir |       |
| Seidnaly Sidahmed Alphadi                            | Niger      | 2016               | Pour la création et l'innovation africaines |       |
| Christiane Amanpour                                  | UK         | 2015               | Pour la liberté d'expression et la sécurité des journalistes |       |
| Yalitza Aparicio                                     | MEX        | 2019               | Pour les peuples autochtones |       |
| Metin Arditi                                         | Suisse     | 2014               | Ambassadeur honoraire et envoyé spécial de l'UNESCO pour le dialogue interculturel                                                                                      |       |
| Chantal Biya                                         | CMR        | 2008               | Pour l'éducation et l'inclusion sociale |       |
| Sergey Bubka                                         | UKR        | 2003               | Pour le Sport |       |
| Laura Welch Bush                                     | USA        | 2003               | Ambassadeur honoraire de l'UNESCO pour la Décennie des Nations unies pour l'alphabétisation (2003-2012)                                                                 |       |
| Claudia Cardinale                                    | Italie     | 2000               | Promotion des droits des femmes, en particulier pour les femmes en Méditerranée - les questions de l'environnement                                                      |       |
| S.A.R La princesse de Hanovre, Caroline              | MON        | 2003               | Protection des enfants et la famille, l'autonomisation des femmes et des filles en Afrique                                                                              |       |
| Mauro Colagreco                                      | Argentine  | 2022               | Biodiversité |       |
| Esther Coopersmith                                   | USA        | 2009               | |       |
| S.A.R La princesse Dana Firas                        | JOR        | 2017               | |       |
| Rossy de Palma                                       | Espagne    | 2022               | Pour la diversité culturelle |       |
| Tan Dun                                              | CHN        | 2013               | |       |
| Fetisov Vyacheslav                                   | Russie     | 2004               | Pour le Sport |       |
| Vigdís Finnbogadóttir                                | ISL        | 1998               | Promotion de la diversité linguistique, les droits des femmes, l'éducation                                                                                              |       |
| Princesse Firyal de Jordanie                         | JOR        | 1992               | La promotion de l'éducation pour tous, l'initiative des actions humanitaires, patrimoine mondial, droits des femmes (en particulier les femmes arabes)                  |       |
| Sen Genshitsu                                        | JAP        | 2012               | |       |
| Nizan Guanaes                                        | BRA        | 2011               | |       |
| Herbie Hancock                                       | USA        | 2011               | |       |
| Bahia Hariri                                         | LIB        | 2000               | Préservation du patrimoine mondial, l'éducation, la culture, les droits des femmes et le développement durable dans le monde arabe                                      |       |
| Vitaly Ignatenko                                     | Russie     | 2008               | Construction des capacités des langues russes journalistes et promotion de la libre circulation des idées dans le monde russophone                                      |       |
| Jean Michel Jarre                                    | France     | 1993               | Protection de l'environnement (eau, lutte contre la désertification, énergies renouvelables) et de la jeunesse, tolérance, sauvegarde du patrimoine mondial             |       |
| Beate Klarsfel et Serge Klarsfeld                    | France     | 2015               | Ambassadeurs honoraires et envoyés spéciaux de l'UNESCO pour l'enseignement de l'histoire de l'Holocauste et la prévention des génocides                                |       |
| Naomi Kawase                                         | JAP        | 2021               | Pour les industries culturelles et créatives |       |
| Nasser David Khalili                                 | UK         | 2012               | Pour les industries culturelles et créatives |       |
| Deeyah Khan                                          | NOR        | 2016               | Pour la liberté et la créativité artistiques |       |
| Marc Ladreit de Lacharrière                          | France     | 2009               | Pour l'éducation sur l'histoire de l'Holocauste et la prévention des génocides.                                                                                         |       |
| Princesse Lalla Meryem du Maroc                      | MAR        | 2001               | Protection de l'enfance et les droits des femmes |       |
| Princesse Laurentien du royaume des Pays-Bas         | Pays-Bas   | 2009               | Envoyée spéciale de l'UNESCO pour l'alphabétisation en vue du développement                                                                                             |       |
| Peng Liyuan                                          | China      | 2014               | Envoyée spéciale de l'UNESCO pour la promotion de l'éducation des filles et des femmes                                                                                  |       |
| Princesse Maha Chakri Sirindhorn de Thaïlande        | THA        | 2005               | L'autonomisation des enfants des minorités et la préservation de leur patrimoine culturel immatériel                                                                    |       |
| Jean Malaurie                                        | France     | 2007               | Chargé des questions polaires arctiques, de la promotion des questions environnementales et de la sauvegarde de la culture et la connaissance des peuples de l'Arctique |       |
| La Grande-Duchesse María Teresa Mestre de Luxembourg | LUX        | 1997               | L'éducation, les droits des femmes, la microfinance et de lutte contre la pauvreté                                                                                      |       |
| Denis Matsuev                                        | Russie     | 2014               | Promotion de l'éducation musicale et ses efforts pour soutenir les jeunes talents par le biais de la New Names Foundation                                               |       |
| Maria Francesca Merloni                              | Italie     | 2017               | |       |
| Oskar Metsavaht                                      | BRA        | 2011               | |       |
| Vera Michalski-Hoffmann                              | SUI        | 2016               | |       |
| Vik Muniz                                            | BRA        | 2011               | |       |
| Kitín Muñoz                                          | Espagne    | 1997               | Protection et promotion des cultures autochtones et leur environnement                                                                                                  |       |
| Alexandra Ochirova                                   | Russie     | 2012               | |       |
| Ute-Henriette Ohoven                                 | GER        | 1992               | Ambassadeur spécial de l'UNESCO pour l'éducation des enfants en détresse                                                                                                |       |
| Phan Thị Kim Phúc                                    | VNM        | 1994               | Protection et éducation pour les enfants, les orphelins et les victimes innocentes de la guerre                                                                         |       |
| Judith Pisar                                         | États-Unis | 2017               | Envoyé spécial de l'UNESCO pour la diplomatie culturelle |       |
| Susana Rinaldi                                       | Argentine  | 1992               | Enfants des rues, Culture de la Paix |       |
| Hedva Ser                                            | France     | 2011               | Pour la diplomatie culturelle |       |
| Mintimer Shaimiev                                    | Russie     | 2017               | Envoyé spécial de l'UNESCO pour le dialogue interculturel |       |
| HH Sheikha Moza Bint Nasser                          | QAT        | 2003               | Envoyée spéciale pour l'éducation de base et l'enseignement supérieur                                                                                                   |       |
| Jacqueline Silva                                     | BRA        | 2009               | |       |
| Hayat Sindi                                          | SAU        | 2012               | Promotion de l'éducation scientifique des femmes arabes |       |
| S.A.R. Princesse Sumaya bint El Hassan               | JOR        | 2017               | Pour la science au service de la paix |       |
| Salif Traoré                                         | CIV        | 2012               | |       |
| Zurab Tsereteli                                      | GEO        | 1996               | Projets culturels et artistiques |       |
| Marianna Vardinoyannis                               | GRE        | 1999               | Protection de l'enfance, promotion des Jeux Olympiques de la culture ; aide humanitaire pour les victimes de la guerre                                                  |       |
| Sunny Varkey                                         | IND        | 2012               | |       |
| Milú Villela                                         | BRA        | 2004               | Action bénévole et communautaire et éducation de base en Amérique latine                                                                                                |       |
| Forest Whitaker                                      | USA        | 2011               | Envoyé spécial de l'UNESCO pour la paix et la réconciliation |       |

## Anciens ambassadeurs
| Nom                          | Pays            | Mandat en tant qu'Ambassadeur | Lien |  |
| ---------------------------- | --------------- | ----------------------------- | --- |  |
| Ivonne A-Baki                | Équateur        | 2010 - 2020                   | |  |
| Prince Talal ibn Abd al-Aziz | Arabie saoudite | - 2018                        | Envoyé Spécial pour l'Eau                                                                                               |  |
| Ara Abramian                 | Russie          | 2003 - 2022                   | |  |
| Mehriban Aliyeva             | AZE             | 2004 - 2022                   | Promotion et sauvegarde du Patrimoine culturel immatériel de l'humanité, notamment les traditions et expressions orales |  |
| José Antonio Abreu           | Venezuela       | 1998 - 2018                   | |  |
| Paul Ahyi                    | Côte d'Ivoire   | 2009 - 2010                   | |  |
| Virgilijus Alekna            | Lituanie        | 2007 - 2020                   | |  |
| Alicia Alonso                | Cuba            | 2002 - 2019                   | |  |
| Patrick Baudry               | France          | 1999 - 2020                   | |  |
| Pierre Bergé                 | France          | 1992 - 2017                   | |  |
| Montserrat Caballé           | Espagne         | 1994 - 2018                   | |  |
| Pierre Cardin                | France          | 1991 - 2020                   | |  |
| Maha al-Khalil Chalabi       | Liban           | 2016 - 2022                   | |  |
| Marin Constantin             | Roumanie        | 1992–2011                     | |  |
| Cheick Modibo Diarra         | Mali            | 1998 - 2020                   | |  |
| Miguel Angel Estrella        | Argentine       | 1989 - 2022                   | Promotion de la culture de la paix et la tolérance à travers la musique                                                 |  |
| Juan Diego Florez            | Pérou           | 2012 - 2020                   | |  |
| Sheikh Ghassan I. Shaker     | Oman            | 1989 - 2011                   | |  |
| Ivry Gitlis                  | Israël          | 1998 - 2020                   | |  |
| Christine Hakim              | Indonésie       | 2008 - 2020                   | |  |
| Ikuo Hirayama                | JPN             | 1989–2009                     | |  |
| S. Exc. M. Mwai Kibaki       | Kenya           | 2005 - 2022                   | Pour l'eau en Afrique                                                                                                   |  |
| Rabah Madjer                 | Algérie         | 2011 - 2020                   | |  |
| Nelson Mandela               | Afrique du Sud  | 2005 - 2013                   | |  |
| Rigoberta Menchú Tum         | Guatemala       | 1996 - 2020                   | |  |
| Yehudi Menuhin               | SUI UK          | 1992 - 1999                   | |  |
| Cristina Owen-Jones          | Italie          | 2004 - 2020                   | |  |
| Renzo Piano                  | Italie          | ........ - 2014               | |  |
| Samuel Pisar                 | États-Unis      | ........ - 2015               | |  |
| Ivo Pogorelić                | Serbie          | 1988–2009                     | |  |
| Mstislav Rostropovich        | Russie          | 1998 - 2007                   | |  |
| Yazid Sabeg                  | France          | 2010 - 2020                   | |  |
| Serik Sapiyev                | Kazakhstan      | 2013 - 2020                   | |  |
| Giancarlo Elia Valori        | Italie          | 2001 - 2022                   | Sauvegarde du patrimoine culturel immatériel                                                                            |  |